# La variante di Lüneburg
La variante di Lüneburg è un romanzo di Paolo Maurensig scritto nel 1993. Il libro ha vinto il Premio Giuseppe Berto e il Premio Procida-Isola di Arturo-Elsa Morante per l'opera prima.

## Trama
Il filo rosso della narrazione è costituito dal gioco degli scacchi, in cui un aneddoto fa anche da prologo al romanzo. Il sessantenne Dieter Frisch, un ricco uomo d'affari e grande appassionato di scacchi, viene trovato morto nella sua villa. Un lungo flashback descrive al lettore parte della vita di Frisch e le probabili cause della sua morte. 
Mentre sta viaggiando in treno, la sera del venerdì precedente la sua morte, Frisch è impegnato come di consueto in una partita a scacchi con un proprio collaboratore quando in modo inatteso nel loro scompartimento entra un giovane. Il giovane è attratto dal gioco e segue attentamente la loro partita. Frisch rivolgendogli la parola viene allora a sapere che il giovane Hans Mayer è stato per un periodo di tempo un campione di scacchi. Mayer racconta ai due come si è avvicinato al mondo degli scacchi e come un certo Tabori («un uomo che ha giocato all'inferno») gli abbia fatto da maestro, portandolo ai massimi livelli di gioco, per poi scomparire nel nulla. Dopo due anni di totale dedizione agli scacchi il giovane, orfano del suo tutore ha una crisi di nervi ogni volta che si confronta con la scacchiera. Finalmente, dopo circa un anno, il maestro si fa nuovamente rivedere. È stato male e probabilmente non gli rimane molto da vivere. Vuole ora "adottare" Hans e confidargli il suo misterioso passato. 
Nato in una famiglia ebrea, dove il gioco degli scacchi era una tradizione che si tramandava di padre in figlio, fin dalla più tenera età Tabori si dimostrò un talento al gioco. Entrato nel circuito dei tornei, ebbe un considerevole successo, ma i tempi stavano cambiando e l'ascesa del nazismo portò ben presto l'antisemitismo anche nell'ambiente degli scacchi. Il primo fatale avviso con cui Tabori ebbe a scontrarsi fu quando in un torneo venne discriminato e disprezzato perché era ebreo. Fu solo il primo episodio di tanti, fino a che il precipitare degli eventi lo condusse in un campo di concentramento. Qui, nell'abbrutimento più totale, Tabori non trovò altro modo di rimanere lucido se non quello di concentrare la sua mente sugli scacchi, iniziando a giocare un'interminabile partita contro un immaginario essere supremo. 
Quando un giorno fu convocato da un alto ufficiale del campo riconobbe in lui la stessa persona che era stata il suo dichiarato nemico al tempo dei tornei di scacchi. L'ufficiale non aveva nessuno al proprio livello con cui confrontarsi e gli impone di diventare il suo avversario. Tabori non potendo immaginare la reazione dell'uomo, che nel campo aveva pieno potere di vita e di morte su di lui, teme a giocare per la vittoria. Tre volte Tabori non ebbe il coraggio di vincere e per tre volte, di notte, fu costretto ad assistere a orrende esecuzioni di altri internati. Al quarto incontro, l'ufficiale gli fece capire che i prigionieri rappresentavano la posta in gioco. Da quel momento ebbe inizio, tra i due antagonisti, una gara estrema, pur con le chiare parti di carnefice e vittima che durò fino alla liberazione del campo di concentramento da parte degli Alleati. Una volta conosciuta la triste esistenza del padre adottivo, il ragazzo è spinto a vendicarlo ma per farlo dovrà prima rintracciare il coetaneo del padre, scomparso dalla fine del conflitto mondiale, e raccontargli una storia: la storia di Tabori.

## Commento
Il romanzo deve molto della sua ispirazione alla Novella degli scacchi di Stefan Zweig, di cui ricalca molti elementi. Maurensig ha ammesso di avere letto e studiato Zweig.
Il ritmo da thriller del romanzo trova il suo culmine nella parte ambientata nel campo di concentramento di Bergen Belsen. Alcuni elementi del genere fantastico danno inoltre al racconto il tono di una leggenda (la narrazione stessa si apre con una leggenda).

### Confronto conNovella degli scacchidi Stefan Zweig
La variante di Lüneburg ha una struttura molto complessa. Si apre con la leggenda dell'invenzione degli scacchi; segue la cronaca della scoperta del cadavere di Frisch; si passa poi al racconto in prima persona, in cui il narratore è Tabori, un narratore stranamente onnisciente, che racconta particolari della vita di Frisch a cui non ha potuto assistere, come l'incontro con l'amante, e perfino i suoi pensieri. Prosegue con il viaggio in treno, l'entrata in scena di Hans e il racconto della sua storia in prima persona, ogni tanto interrotto da Frisch. Infine, come inserto, c'è la storia di Tabori. Si hanno quindi quattro livelli di narrazione che s'intersecano: la leggenda, la morte di Frisch, la narrazione degli eventi fatta da Tabori, che si confonde con quella di Hans e la storia di Tabori negli anni '40.
La Schachnovelle, invece, ha una classica struttura a cornice: gli avvenimenti sulla nave aprono e chiudono il racconto, incorniciando appunto la storia di Czentovic (in terza persona) e la storia del dr. B (in prima persona).
Entrambe le opere si ambientano in Austria, negli anni immediatamente precedenti e iniziali della seconda guerra mondiale. In entrambe il contesto dell'azione è un viaggio (su nave e treno), durante il quale dei personaggi s'incontrano e uno di loro racconta la storia della sua vita (dr. B e Hans). Tutti e due sono romanzi sugli scacchi, che s'inseriscono in una determinata tradizione, con una storia condivisa: entrambi gli autori citano gli stessi nomi dei campioni degli anni prima della guerra Lasker, Alechin, Bogoljubov etc. e descrivono gli scacchi come una battaglia, che avvolge totalmente, in cui si è totalmente immersi, dove la noia è impossibile, l'ideale per tenere la mente attiva e allenata.
Mentre Maurensig indica più volte che gli scacchi sono un gioco pericoloso, che finisce per dominare il giocatore; per Zweig sono come un veleno. Gli scacchi hanno un che di magico, ogni partita è come qualcosa di vivo e la scacchiera è un mondo per nulla limitato, e nient'affatto innocuo.

## Edizioni
- Paolo Maurensig, La variante di Lüneburg, prima ed., Adelphi, 1993,  p. 158.
- Paolo Maurensig, La variante di Lüneburg, Adelphi, 2003, p. 158.